# سبعة (فلم)
سبعة (بالإنجليزية: Seven) هو فيلم جريمة وإثارة أمريكي صدر سنة 1995، من إخراج ديفيد فينشر، وكتابة أندرو كيفن ووكر، ومن بطولة براد بيت، ومورغان فريمان، مع جوينيث بالترو، وجون مغينلي في الأدوار الداعمة. تدور أحداث الفيلم في مدينة مجهولة تعج بالجريمة، ويتتبع السرد المحقق المخضرم ويليام سومرست (فريمان)، الذي شارف على التقاعد ويشعر بخيبة الأمل، وشريكه الجديد المنتقل حديثًا ديفيد ميلز (بيت)، بينما يحاولان إيقاف قاتل متسلسل ينفذ سلسلة من جرائم القتل المستوحاة من الخطايا السبع المميتة.

## وصلات خارجية
- سبعة على موقع IMDb (الإنجليزية)
- سبعة على موقع ميتاكريتيك (الإنجليزية)
- سبعة على موقع الموسوعة البريطانية (الإنجليزية)
- سبعة على موقع روتن توميتوز (الإنجليزية)
- سبعة على موقع نتفليكس (الإنجليزية)
- سبعة على موقع قاعدة بيانات الأفلام العربية
- سبعة على موقع ألو سيني (الفرنسية)
- سبعة على موقع Turner Classic Movies (الإنجليزية)
- سبعة على موقع أول موفي (الإنجليزية)
- سبعة على موقع بوكس أوفيس موجو (الإنجليزية)